# Fabrica de bere Velké Popovice
Fabrica de bere Velké Popovice (în cehă Pivovar Velké Popovice) datează din secolul al XVI-lea și este situată parțial pe teritoriul comunei Velké Popovice, parțial pe teritoriul comunei Petříkov, ambele din districtul Praga-Est. Din 2002, aparține companiei Plzeňský Prazdroj, care a făcut parte din grupul SABMiller până în 2016. În prezent aparține grupului Asahi Breweries Ltd.

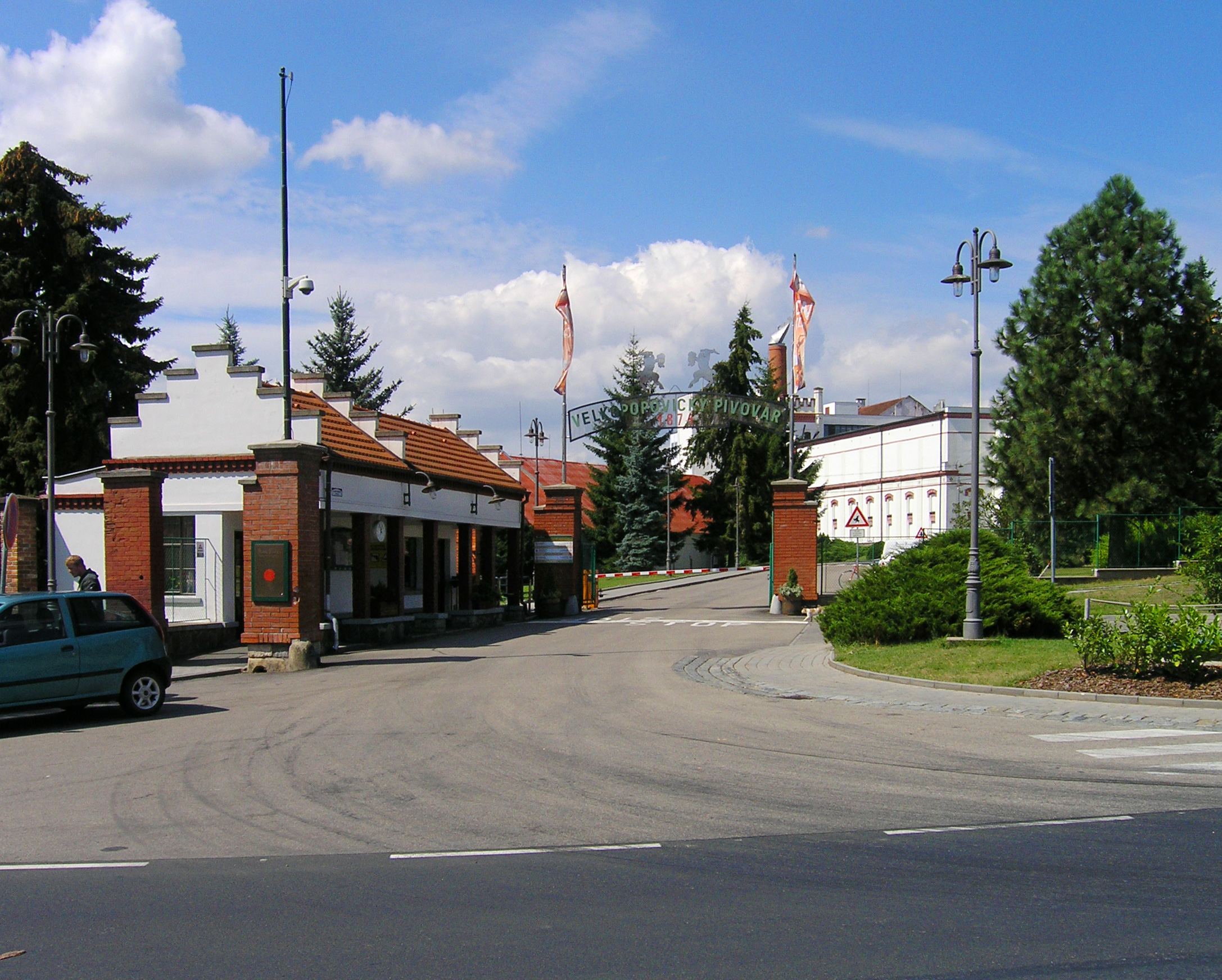
Fabrica de bere Velké Popovice

A început să producă bere pentru prima dată în secolul al XVI-lea și a fost produsă aici până la izbucnirea războaielor în prima jumătate a secolului al XVIII-lea. Fabrica de bere a fost reînființată cu adevărat trei secole mai târziu, în 1871 de către fondatorul František Ringhoffer. Acesta a decis să construiască o nouă fabrică de bere în Velké Popovice, pe care a extins-o, dotată cu inovații tehnice și a pus să se construiască puțuri noi. Primul lot de bere a fost produs aici doar trei ani mai târziu, după recenta sa înființare. Anul 1874 este data de bază a istoriei moderne a berii Velkopopovický Kozel, a cărei emblemă ar fi fost creată de un pictor francez.
În martie 1999, fuziunea cu Plzeňského Prazdroje și cu Pivovar RADEGAST, fostul proprietar majoritar de acțiuni la fabrica de bere Velké Popovice, a fost aprobată pentru prima dată. Din octombrie 1999, întregul grup este deținut de South African Breweries, prin intermediul companiei olandeze South African Breweries International (SAB).
Berea Velkopopovický Kozel este exportată în peste 50 de țări din întreaga lume, cum ar fi Finlanda, Suedia, Germania, Austria, Slovenia, Croația, Polonia, Cehia, Italia, Coreea de Sud.  Berea Kozel este disponibil în două sortimente: Kozel Premium, o bere blondă, și Kozel Dark, o bere neagră.